# NGC 5858
NGC 5858 é uma galáxia elíptica (E6) localizada na direcção da constelação de Libra. Possui uma declinação de -11° 12' 29" e uma ascensão recta de 15 horas, 08 minutos e 49,1 segundos. A galáxia NGC 5858 foi descoberta em 14 de Maio de 1882 por Edward Singleton Holden.